# Joshua Sheng
Joshua Sheng (ur. 2000) – amerykański szachista, arcymistrz od 2021 roku.

## Kariera szachowa
W październiku 2021 roku zwyciężył w turnieju Vezerkepzo w Budapeszcie. W sierpniu 2022 roku został pokonany przez Semena Khanina w 122. dorocznych mistrzostwach US open chess championship w Rancho Mirage w Kalifornii.
Najwyższy ranking w dotychczasowej karierze osiągnął 1 grudnia 2021 roku, z wynikiem 2487 punktów.